# Bing Video
Bing Videos (anteriormente Live Search Videos) es un servicio de búsqueda de vídeo y parte del motor de búsqueda Bing de Microsoft. El servicio permite a los usuarios buscar y ver vídeos a través de diversos sitios de Web. Bing vídeos oficialmente fue puesto el 26 de septiembre de 2007 como Live Search vídeo y renonbrado como Bing vídeo el 3 de junio de 2009.

## Características
Permitir a la página de vídeos de Bing los usuarios buscar programas de televisión, vídeos musicales, el contenido en la Web de vídeo de mayor audiencia y recientes vídeos de noticias y deportes.
Además, durante la búsqueda de vídeos, Bing vídeos incluye lo siguiente:
- Vista previa inteligente que permite al usuario ver un vídeo por uso sobre su miniatura. Permite al usuario ver instantáneamente una corta de vista previa del vídeo original
- Filtrado de que los filtros resultados por la duración de vídeo
- Ordenación que ordena resultados por fecha o relevancia
- Ver que pasa entre la vista de cuadrícula y la vista de lista de selección
- Relacionados con las personas que sugieren la gente famosa que está relacionados con la consulta
- Bing Vídeos también está integrada en otros servicios Bing, incluyendo Bing Noticias y Bing xRank